# Argus frêle
Cupido minimus
Espèce
Statut de conservation UICN

LC : Préoccupation mineure
L’Argus frêle ou Argus minime (Cupido minimus) est une espèce paléarctique de lépidoptères de la famille des Lycaenidae.

## Systématique
L'espèce Cupido minimus a été décrite par l'entomologiste suisse Johann Kaspar Füssli en 1775 sous le nom initial de Papilio minimus.
Parmi ses synonymes, on compte :
- Papilio puer Schrank, 1801
- Papilio alsus [Denis & Schiffermüller], 1775
- Papilio minutus Esper, 1798

### Sous-espèces
De nombreuses sous-espèces ont été décrites, parmi lesquelles :
- Cupido minimus trinacriae (Verity, 1919) — en Sicile
- Cupido minimus qilianus (Murayama)

## Noms vernaculaires
- en français : l'Argus frêle, l'Argus minime, plus rarement la Lycène naine ou le Pygmée[2]
- en anglais : Small Blue ou Little Blue
- en espagnol : Duende Oscuro
- en allemand : Zwergbläuling

## Description

### Imago

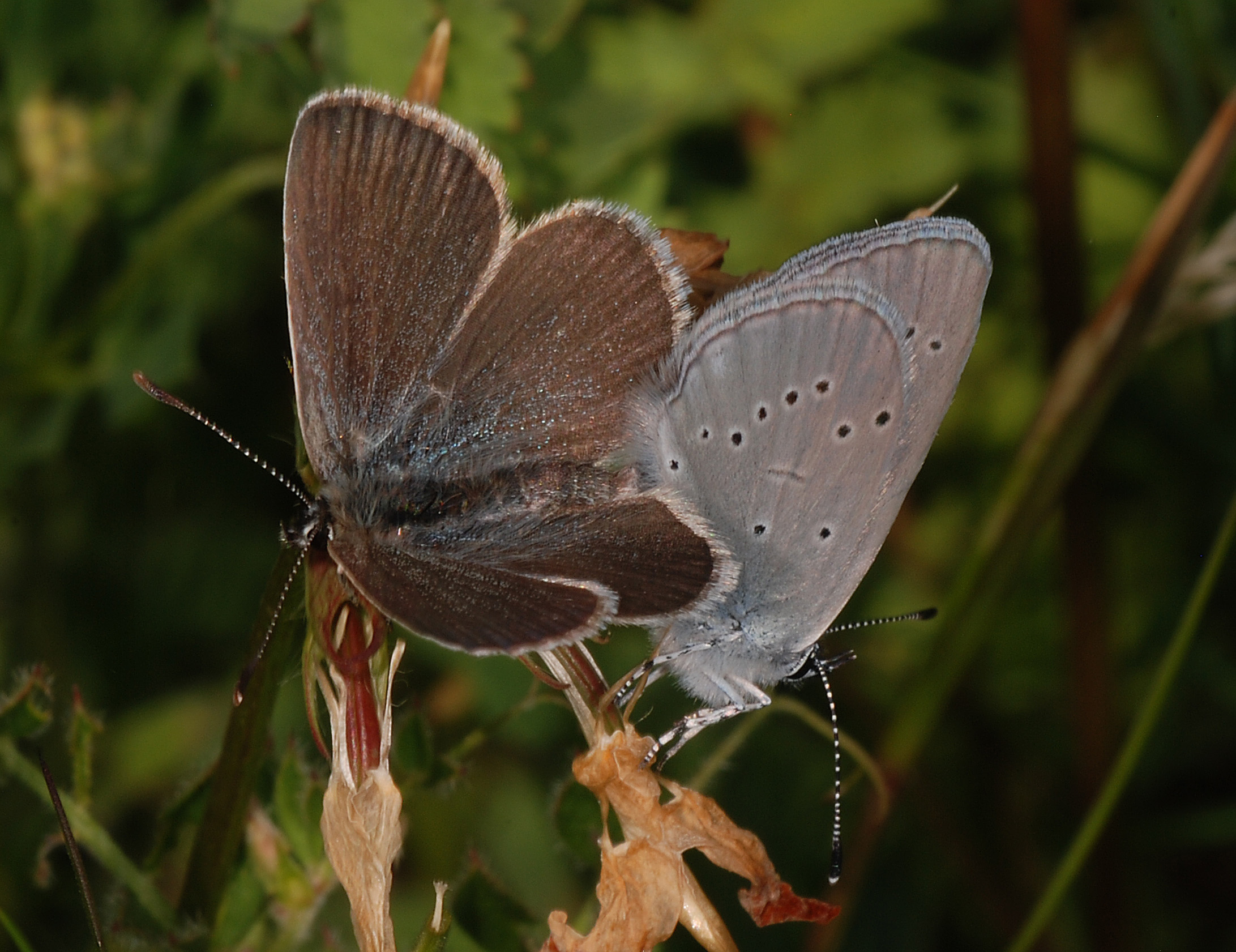
accouplement
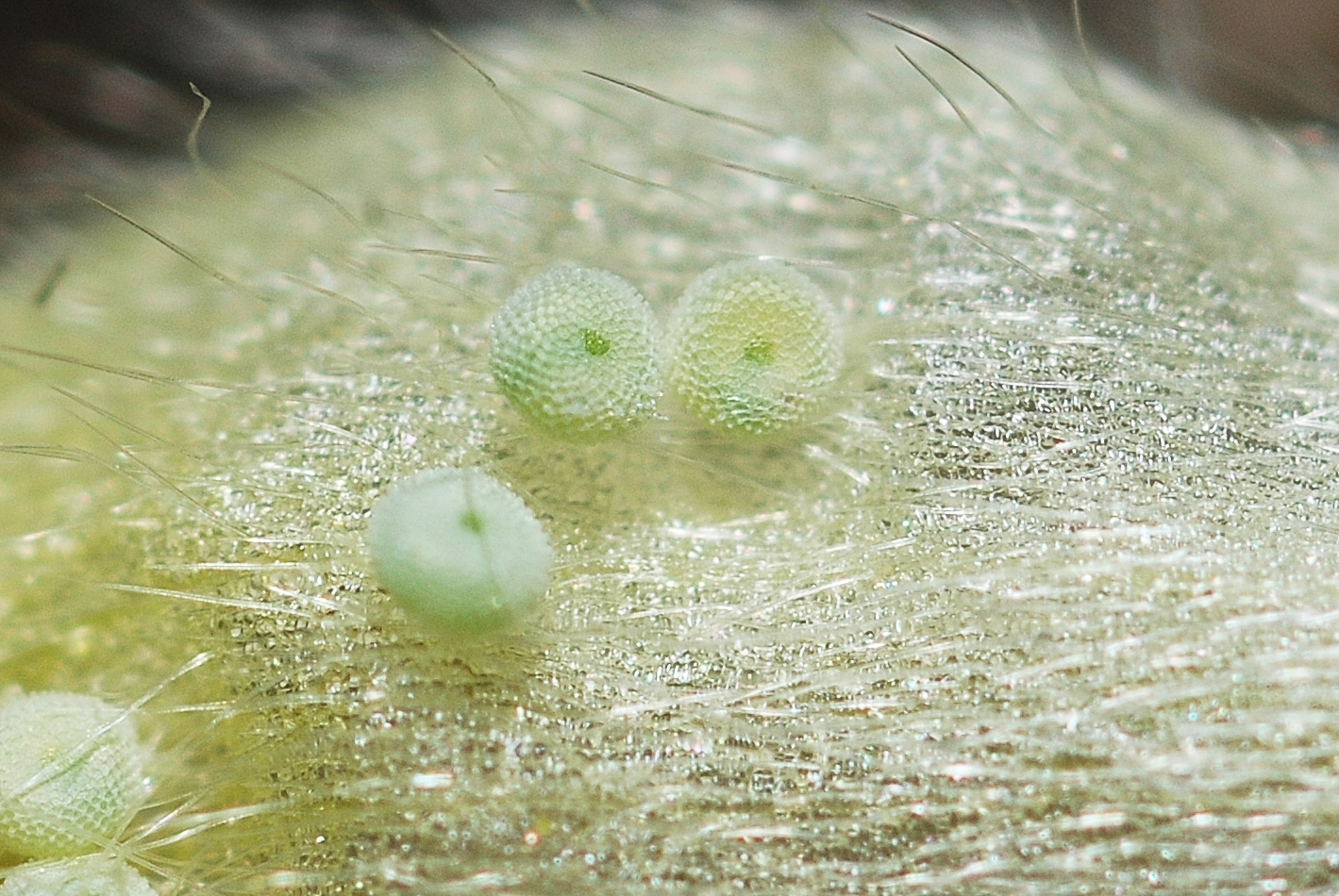
œufs de Cupido minimus
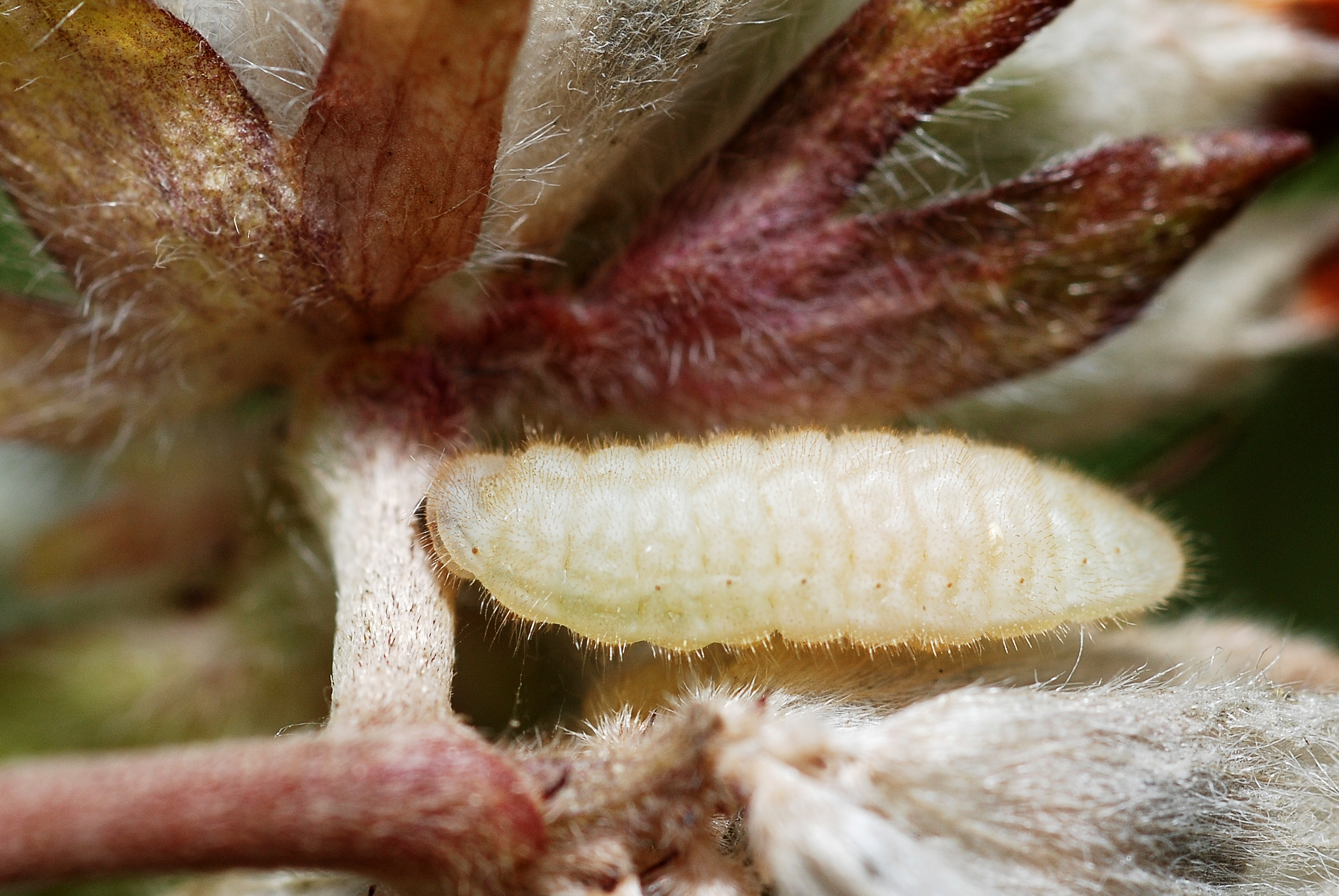
Chenille

L'imago de Cupido minimus un très petit papillon au dessus marron avec chez le mâle une suffusion bleue parfois absente.
Le revers est beige pâle un peu suffusé de bleu et orné de lignes de petits points noirs.

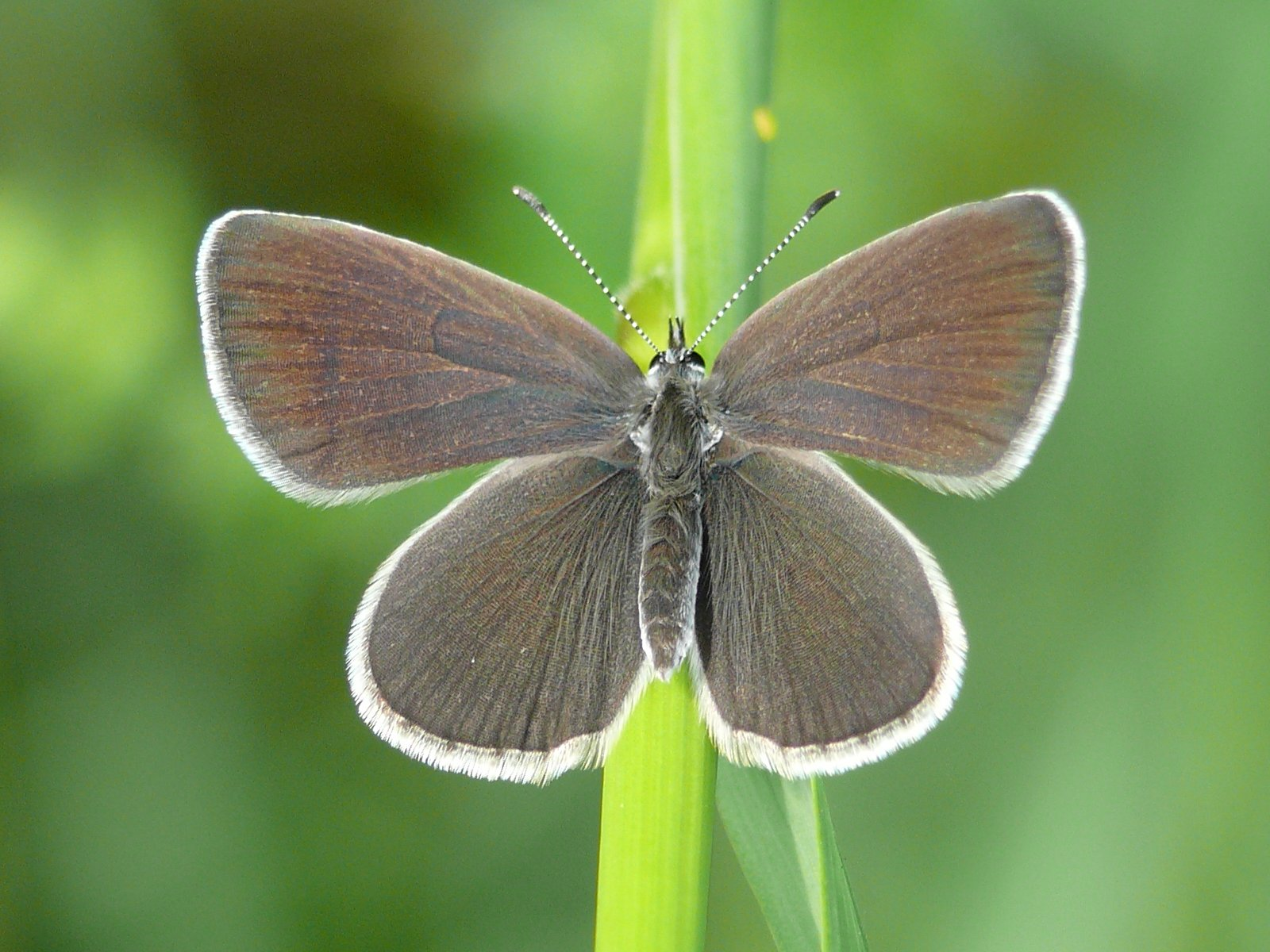
dessus de Cupido minimus

#### Espèces ressemblantes
Les femelles de Cupido osiris sont très ressemblantes, alors que ses mâles ont le dessus bleu.
L'Azuré murcian et l'Azuré grenadin, également très ressemblants, n'ont pas la même aire de répartition.

### Chenille
La chenille, petite et trapue, possède une tête rétractile noire et un corps ocre clair avec une bande dorsale foncée et une paire de lignes latérales blanchâtres plus ou moins bordées de rose.

## Biologie

### Période de vol et hivernation
Il vole en une ou deux générations, d'avril à septembre.
Les chenilles sont soignées par les fourmis en particulier Lasius alienus, Lasius niger, Formica fusca, Formica rufibarbis et Myrmica rubra.
Il hiverne au stade de chenille mature.

### Plantes-hôtes
Sa plante-hôte est Anthyllis vulneraria.

## Écologie et distribution

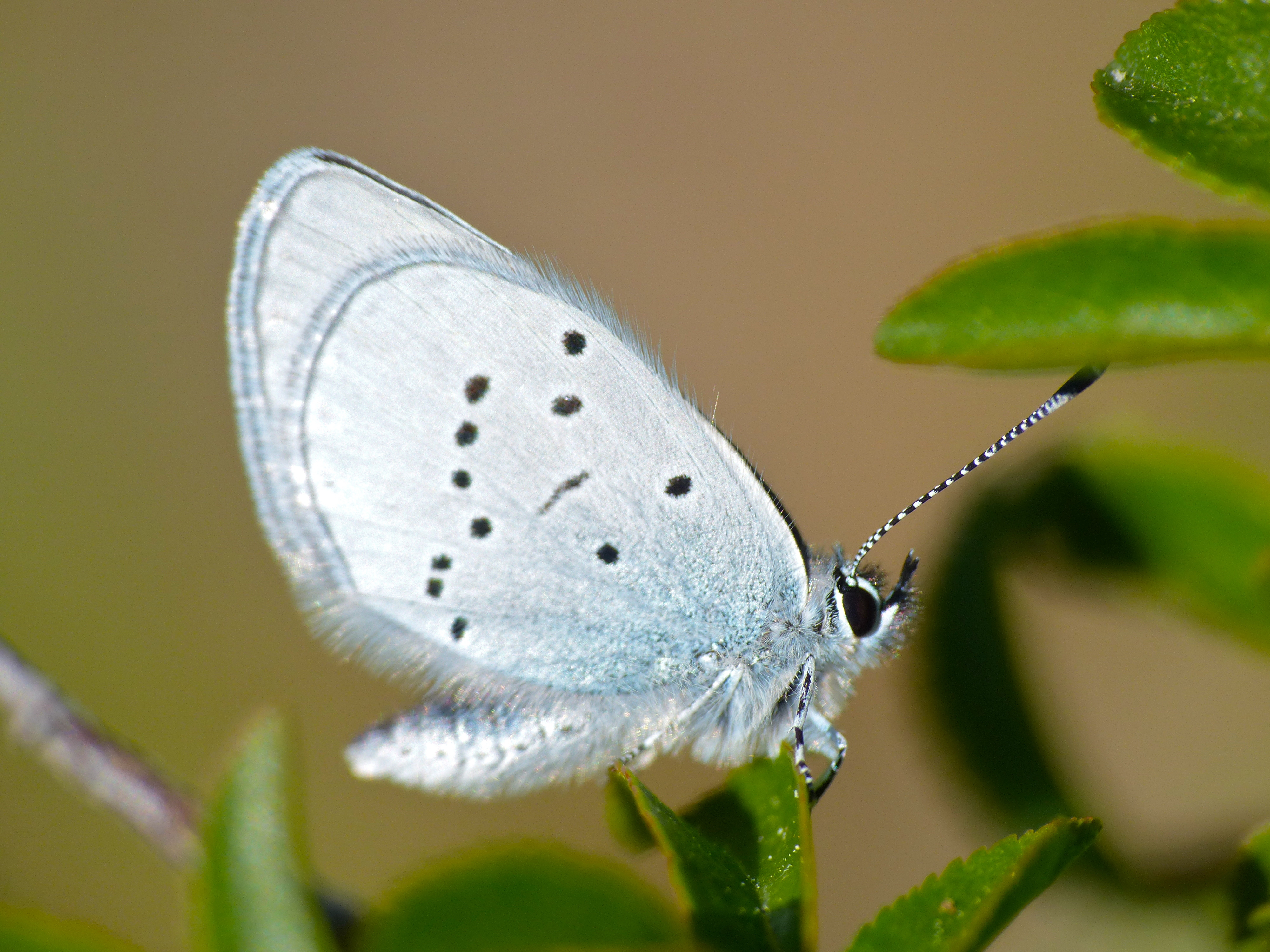
Cupido minimus (Hérault, France)

Il est présent dans toute l'Europe du nord de l'Espagne et des côtes de l'Irlande, de l'Écosse, et de la Scandinavie jusqu'en Sibérie, Mongolie et la côte du Pacifique.
L’Argus frêle est présent dans presque tous les départements de France métropolitaine, excepté la Corse, le Finistère, les Côtes-d'Armor, la Haute-Vienne, les Landes et le Gers.

### Biotope
Son habitat est constitué de rocailles fleuries jusqu'à 2 500 m.

### Protection
Pas de statut de protection particulier.